# YIFY
YIFY Torrents lub YTS – była piracka grupa P2P znana z udostępniania dużej liczby darmowych filmów za pośrednictwem dystrybucji BitTorrent. Ich wydania charakteryzowały się jakością HD w połączeniu z małym rozmiarem pliku, co przyciągało wielu użytkowników.
Oryginalna strona YIFY/YTS została zamknięta przez Motion Picture Association of America (MPAA) w 2015 roku, jednak wiele witryn podszywających się pod markę YIFY/YTS nadal odnotowuje znaczny ruch. Nazwa „YIFY” pochodzi od nazwiska nowozelandzkiego założyciela: Yiftach Swery.

## Historia
YIFY Torrents zostało założone przez Yiftacha Swery’ego w 2010 roku, kiedy studiował informatykę na Uniwersytecie Waikato. Yiftach jest twórcą aplikacji, stron internetowych i mistrzem łucznictwa z Auckland w Nowej Zelandii. W sierpniu 2011 r. marka YIFY przyciągnęła tyle ruchu, że stworzono oficjalną stronę YIFY Torrents, chociaż ostatecznie została ona zablokowana przez władze Wielkiej Brytanii. Uruchomiono zapasową stronę internetową yify-torrents.im w celu ominięcia tej blokady.
Nazwa YIFY stawała się coraz bardziej popularna do tego stopnia, że w 2013 r. „YIFY” było najczęściej wyszukiwanym hasłem na Kickass Torrents wraz z powiązanymi hasłami, takimi jak „yify 720p”, „yify 2013” i „yify 1080p”. Ta popularność utrzymywała się do 2015 roku, kiedy znowu był to najczęściej wyszukiwany termin na stronach BitTorrent.
W styczniu 2014 r. Yiftach ogłosił, że wycofuje się z kodowania i przesyłania nowych treści, wspominając, że nadszedł „czas na zmianę” w jego życiu. Strona zmieniła nazwę na YTS i przeniosła się na nową domenę yts.re. „YTS” to skrót od „YIFY Torrent Solutions”. Zarządzanie przekazano istniejącemu zespołowi, a przetwarzanie nowych materiałów przekazano nowemu zautomatyzowanemu systemowi „OTTO”. Adam Berger założył firmę YTS.RE z siedzibą w Wielkiej Brytanii, oficjalnie zarejestrowaną w dniu 5 lutego 2015 r., a Yiftach pełnił rolę firmowego programisty. Firma została oficjalnie rozwiązana 10 maja 2016 r. Zarówno front-end, jak i back-end strony przepisano od nowa w lutym 2015 r. w celu poradzenia sobie ze zwiększonym ruchem na stronie. Domena została zawieszona przez rejestr FRNIC w marcu 2015 r. w wyniku nacisków prawnych, co spowodowało przeniesienie strony na nową domenę yts.to 20 marca 2015 r.
W październiku 2015 r. strona internetowa YIFY przestała działać. Twórcy nie podali żadnych wiadomości i przestali udostępniać nowe treści. 30 października 2015 r. potwierdzono informację o trwałym zamknięciu YIFY/YTS. Witryna została zamknięta z powodu wielomilionowego pozwu wytoczonego przez MPAA przeciwko operatorowi strony, oskarżając go o „ułatwianie i zachęcanie do masowego naruszania praw autorskich”. Ta wiadomość była dla niektórych zaskoczeniem, w tym dla rzecznika New Zealand Screen Association, który spodziewał się, że witryna będzie działała z Europy Wschodniej, tak jak w niektórych wcześniejszych przypadkach. Miesiąc później doszło do ugody pozasądowej z klauzulą poufności. Yiftach w żaden sposób nie opierał się działaniom prawnym i w razie potrzeby współpracował z władzami. W 2016 podczas sesji Ask Me Anything (AMA) na Reddicie Yiftach uzasadnił to stwierdzeniem, że nigdy nie zamierzał „wdawać się w walkę” i często powtarzał sobie: „Kiedy ktoś prosi cię o to, żebyś przestał, przestań”.

## Po upadku

### Nieoficjalne klony
Od oficjalnego zamknięcia YIFY w 2015 r. wiele stron internetowych zaczęło nieoficjalnie używać nazwy YIFY. Niektóre witryny twierdziły, że są „nowym” YIFY, podczas gdy inne po prostu używały tej nazwy do niepowiązanych celów, między innymi streamingu wideo i repozytoriów napisów, takich jak „YIFY Subtitles”.
W szczególności jeden naśladowca, YTS.AG, pojawił się bardzo szybko po zamknięciu prawdziwego YIFY. Witryna-klon została stworzona przez tę samą grupę, która stała za fałszywą stroną EZTV. YTS.AG zindeksowała wszystkie stare pliki od YIFY, jednocześnie dodając swoje pod własną marką. Wiele stron indeksujących torrenty zareagowało natychmiast: RARBG i ExtraTorrent zbanowały wszystkie podróbki YIFY/YTS, podczas gdy Kickass Torrents zezwoliło na nie pod warunkiem przesłania pod inną nazwą. W ciągu swojego życia wielokrotnie zmieniali nazwy domen.
W maju 2020 r. prawnik ds. przeciwdziałania piractwu Kerry Culpepper pozwał wiele klonów YIFY/YTS o naruszenie znaku towarowego. Firma „42 Ventures LLC” z siedzibą na Hawajach zarejestrowała wiele znaków towarowych związanych z piractwem filmowym i torrentami (w tym YTS) i celowała w operatorów yts.ws, yts.ms, yst.lt, yts.tl, ytsag.me, yts.ae, ytsmovies.cc oraz yts-ag.com za używanie nowo zarejestrowanego znaku towarowego bez zezwolenia. W czerwcu operator YTS.WS (z siedzibą w Rosji) zgodził się zapłacić 200 000 $ odszkodowania w związku z pozwem dotyczącym znaków towarowych.

### W kulturze popularnej
W lipcu 2016 roku nazwa YIFY pojawiła się epizodycznie w jednym z odcinków drugiego sezonu serialu Mr. Robot, gdzie można zobaczyć głównego bohatera Elliota używającego klienta μTorrent, a także jego folder Plex pełen filmów od grup P2P, takich jak RARBG i YIFY. Zapytany przez TorrentFreak Yiftach powiedział, że docenia „kozacką” wzmiankę.